# Cerkiew Zmartwychwstania Pańskiego w Klecku
Cerkiew Zmartwychwstania Pańskiego — prawosławna cerkiew parafialna w Klecku, w dekanacie kleckim eparchii słuckiej Egzarchatu Białoruskiego Patriarchatu Moskiewskiego.

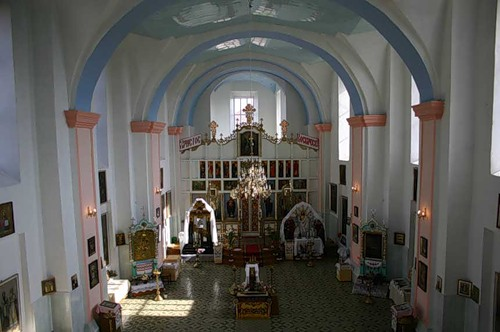
Wnętrze cerkwi

## Historia
Dawny kościół dominikański pod wezwaniem Zwiastowania Najświętszej Maryi Panny fundacji księcia Stanisława Kazimierza Radziwiłła, zbudowany w 1683 w stylu barokowym. Zamieniony na cerkiew (pod wezwaniem Zmartwychwstania Pańskiego) w drugiej połowie XIX wieku. Po II wojnie światowej nieczynny, był w nim warsztat mechaniczny. W 1994 pobieżnie wyremontowany i przekazany prawosławnym, mimo że o jego zwrot ubiegali się również katolicy.